# Campionati europei di pattinaggio di velocità 2024 - Inseguimento a squadre femminile
L'evento del team pursuit femminile dei Campionati europei di pattinaggio di velocità 2024 si è svolto il 7 gennaio 2024 alla Thialf di Heerenveen, nei Paesi Bassi.

## Risultati
| Pos | Pair | Corsia | Nazione                                                        | Tempo   | Diff  |
| --- | ---- | ------ | -------------------------------------------------------------- | ------- | ----- |
| 1   | 1    | s      | Paesi Bassi Joy Beune Irene Schouten Marijke Groenewoud        | 2:55.70 |       |
| 2   | 3    | c      | Germania Josephine Schlörb Josie Hofmann Lea Sophie Scholz     | 3:02.33 | +6.63 |
| 3   | 3    | s      | Svizzera Jasmin Güntert Kaitlyn McGregor Ramona Härdi          | 3:02.40 | +6.70 |
| 4   | 2    | c      | Italia Francesca Lollobrigida Veronica Luciani Laura Lorenzato | 3:02.41 | +6.71 |
| 5   | 2    | s      | Polonia Karolina Bosiek Magdalena Czyszczoń Natalia Jabrzyk    | 3:02.97 | +7.27 |